# Уиллок, Мэтти
Мэ́ттью Э́нтони Уи́ллок (англ. Matthew Anthony Willock; родился 20 августа 1996, Уолтем-Форест), более известный как Мэ́тти Уи́ллок (англ. Matty Willock) — английский и монтсерратский футболист, полузащитник.

## Клубная карьера
Уиллок тренировался в детской академии лондонского «Арсенал» до 2011 года, после чего был отпущен клубом в возрасте 15 лет. После этого проходил просмотр в «Рединге» и «Сандерленде», а в 2012 году стал игроком Академии «Манчестер Юнайтед».
В сезоне 2016/17 Уиллок дважды включался в заявку на матчи основной команды, в играх против «Вест Бромвич Альбион» и «Кристал Пэлас», но на поле не вышел.
31 августа 2017 года Уиллок был арендован клубом «Утрехт» до окончания сезона 2017/18. В клубе он получил футболку с номером «26». Свой первый матч в Нидерландах провёл за резервную команду «Утрехта» в матче Эрстедивизи против клуба «Де Графсхап». 20 сентября дебютировал за первую команду «Утрехта» в игре Кубка Нидерландов против любительской команды «Аякса», забив гол. 1 октября дебютировал в Эредивизи в матче против «Витесса».
31 января 2018 года отправился в аренду в шотландский клуб «Сент-Джонстон» до окончания сезона.

## Карьера в сборной
Уиллок мог выступать за сборные Англии и Монтсеррата.
В 2021 году провёл два матча за сборную Монтсеррата.

## Личная жизнь
У Мэтти есть два брата, Крис и Джо, которые также являются профессиональными футболистами.